# Нейтан, Диди
Лешандра (Диди) Нейтан (англ. LeShundra "DeDee" Nathan; род. 20 апреля 1968, Бирмингем, Алабама) — американская легкоатлетка-многоборка. Чемпионка Панамериканских игр (1991) в семиборье, чемпионка мира в помещении (1999) в пятиборье, неоднократная чемпионка США.

## Биография
Родилась в Бирмингеме (Алабама), посещала Саут-сайдскую среднюю школу в Форт-Уэйне (Индиана). За шесть лет выступлений за легкоатлетическую сборную школы стала 8-кратной чемпионкой штата, добиваясь лучших результатов в барьерном беге, эстафетах и прыжках в длину. По окончании школы, не желая уезжать далеко от дома, отклонила предложения ряда университетов с сильными легкоатлетическими программами и в 1986 году поступила в Индианский университет в Блумингтоне.
Тренер университетской легкоатлетической команды Сэм Белл, наблюдая за молодой спортсменкой, пришёл к выводу, что она ещё не полностью раскрыла свой потенциал, и начал готовить её по программе семиборья. В 1988 году Нейтан выиграла чемпионат конференции Big Ten в прыжках в длину в помещениях и на открытом воздухе, а в национальном чемпионате NCAA заняла 4-е место. В следующем году стала чемпионкой конференции в беге на 400 м, а в 1990 году, в последний год учёбы, выиграла зимний чемпионат конференции по пятиборью и снова завоевала титулы в прыжках в длину и беге на 400 м на открытых стадионах. В чемпионате NCAA она завоевала серебряную медаль в семиборье с новым рекордом своего университета — 5855 очков. В общей сложности на счету Нейтан шесть званий чемпионки конференции. Окончила вуз со степенью магистра со специализацией в человеческом развитии и науках о семье.
В 1991 году стала победительницей Панамериканских игр в семиборье. Участвовала в национальном отборе к Олимпийским играм в Барселоне, установив новый личный рекорд (6162 очка), но оставшись четвёртой. По собственным воспоминаниям Нейтан, для поездки на Олимпиаду ей не хватило 1,5 секунды в последнем виде программы — беге на 800 м. В 1995 году стала бронзовым призёром Панамериканских игр в Аргентине. Установила очередной личный рекорд на национальном олимпийском отборе в 1996 году (6327), но снова осталась четвёртой.
Пика карьеры достигла к 1999 году. В этом году выиграла соревнования по пятиборью на чемпионате мира в помещении (с результатом 4753 очка), установила новый личный рекорд в семиборье (6577) и поднялась в национальном рейтинге до 1-го места (3-я в мире). В 2000 году выиграла чемпионат США, в 32 года стала победительницей национального олимпийского отбор и поехала на Олимпийские игры в Сиднее. Там, однако, Нейтан, страдавшая от травмы ахиллова сухожилия, осталась далеко от призовых мест. Тем не менее ей удалось выиграть чемпионат США по семиборью и в следующем году.
Спортивные успехи Нейтан принесли ей место в Зале легкоатлетической славы Индианы (1992) и Зале спортивной славы Индианского университета в Блумингтоне (2007). Завершила спортивную карьеру после 15 лет выступлений.
По окончании спортивной карьеры занималась педагогической деятельностью. На протяжении 15 лет работала тренером, учителем и школьным администратором в районе Индианаполиса, позже переехала в Северную Каролину.